# Sandarne SIF

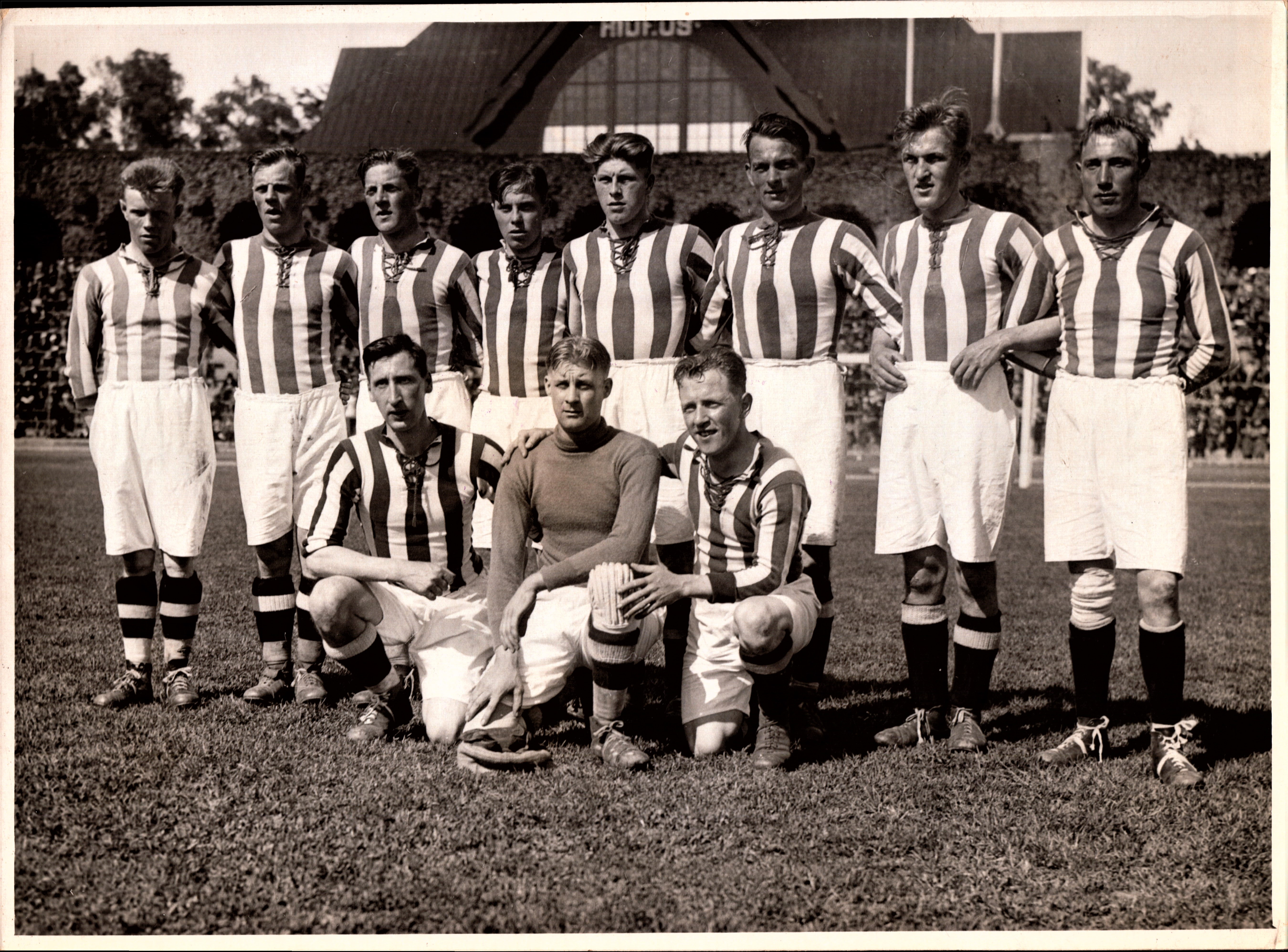
Skärgårdens IF 1931

Sandarne SIF är en fotbollsklubb från Sandarne, Söderhamns kommun som spelade en säsong i Sveriges näst högsta division i fotboll 1931/32, under namnet Skärgårdens IF. Klubben bildades i maj 1914 och kom först att heta Söderhamns Skärgårds Idrottsförening. 1931 besegrade laget Djurgårdens IF vid kvalet till division 2. 